# Бунур, Абдерразак
Абдерразак Бунур (араб. عبد الرزاق بونور‎; род. 11 января 1957, Аннаба) — алжирский легкоатлет, специалист по бегу на средние и длинные дистанции, бегу по пересечённой местности. Выступал за сборную Алжира по лёгкой атлетике в 1976—1988 годах, чемпион Африки, призёр ряда крупных международных стартов, участник летних Олимпийских игр в Лос-Анджелесе.

## Биография
Абдерразак Бунур родился 11 января 1957 года в Аннабе, Алжир. Занимался лёгкой атлетикой в клубе USSN.
Впервые заявил о себе в лёгкой атлетике на международном уровне в сезоне 1976 года, когда вошёл в состав алжирской сборной и выступил на чемпионате мира по кроссу в Чепстоу, где среди юниоров занял 43-е место.
В 1979 году на Средиземноморских играх в Сплите финишировал девятым в беге на 3000 метров с препятствиями.
В 1982 году на кроссовом чемпионате мира в Риме стартовал уже среди взрослых спортсменов, показал на финише 76-й результат.
В 1983 году на чемпионате мира по кроссу в Гейтсхеде занял 140-е место. Принимал участие во впервые проводившемся чемпионате мира по лёгкой атлетике в Хельсинки, где в программе 5000 метров дошёл до стадии полуфиналов. На Средиземноморских играх в Касабланке в дисциплинах 5000 и 10 000 метров был седьмым и пятым соответственно.
В 1984 году на чемпионате Африки в Рабате одержал победу в беге на 5000 метров и стал пятым в беге на 10 000 метров. Благодаря череде успешных выступлений удостоился права защищать честь страны на летних Олимпийских играх в Лос-Анджелесе — в дисциплине 5000 метров остановился на стадии полуфиналов. Позднее стартовал на международном турнире «Дружба-84» в Москве, где в зачёте 5000 метров финишировал четвёртым.
На кроссовом чемпионате мира 1985 года в Лиссабоне стал восьмым.
В 1988 году выступил на чемпионате мира по кроссу в Окленде, занял в личном зачёте лишь 161-е место. На этом завершил спортивную карьеру.